# Huastèque (langue)
Pour le peuple parlant cette langue, voir Huaxtèques.
Le huastèque (teenek ou tének en huastèque), ou tének, est une langue maya parlée au Mexique, dans le Sud-Est de l'État de San Luis Potosí, et dans le Nord de celui de Veracruz.

## Classification
Le huastèque est souvent présenté comme une langue maya isolée géographiquement et la plus atypique.

## Dialectes
Le huastèque est composé de 3 dialectes :
- huastèque occidental ou huastèque potosine, parlé dans l’État de San Luis Potosí
- huastèque central, parlé dans l’État de Veracruz
- huastèque oriental, parlé dans l’État de Veracruz

## Phonologie
Les tableaux présent les phonèmes du huastèque, avec à gauche l'orthographe maya.

### Voyelles
|         | Antérieure    | Centrale      | Postérieure   |
| ------- | ------------- | ------------- | ------------- |
| Fermée  | i [i] ii [iː] |               | u [u] uu [uː] |
| Moyenne | e [e] ee [eː] | ä [ə]         | o [o] oo [oː] |
| Ouverte |               | a [a] aa [aː] |               |

### Consonnes
|               |               | Bilabiale | Dentale | Alvéolaire | Palatale  | Vélaire | Lab-vél   | Glottale |
| ------------- | ------------- | --------- | ------- | ---------- | --------- | ------- | --------- | -------- |
| Occlusives    | Sourdes       | p [p]     |         | t [t]      |           | k [k]   | kw [kʷ]   | ’ [ʔ]    |
| Occlusives    | Éjectives     |           |         | tʼ [tʼ]    |           | kʼ [kʼ] | kwʼ [kʼʷ] |          |
| Occlusives    | Sonores       | b [b]     |         |            |           |         |           |          |
| Fricatives    | Fricatives    |           | th [θ]  | s [s]      | x [ʃ]     |         |           | j [h]    |
| Affriquées    | Sourdes       |           |         | tz [t͡s]    | ch [t͡ʃ]   |         |           |          |
| Affriquées    | Éjectives     |           |         | tzʼ [t͡sʼ]  | chʼ [t͡ʃʼ] |         |           |          |
| Nasales       | Nasales       | m [m]     |         | n [n]      |           |         |           |          |
| Liquides      | Liquides      |           |         | l [l]      |           |         |           |          |
| Roulées       | Roulées       |           |         | r [r]      |           |         |           |          |
| Semi-voyelles | Semi-voyelles | w [w]     |         |            | y [j]     |         |           |          |

### Une langue accentuelle
Le huastèque est une langue accentuelle. L'accent porte sur la dernière voyelle longue d'un mot. Si le mot n'a pas de voyelle longue, il tombe sur la première voyelle.